# ضريح ابن حسام خوسفي
ضريح ابن حسام خوسفي (بالفارسية: آرامگاه ابن حسام خوسفی) هي ضريح تاريخية تعود إلى القاجاريون، وتقع في خوسف.